# Dąbrówka Pniowska
Dąbrówka Pniowska est une localité polonaise de la gmina de Radomyśl nad Sanem, située dans le powiat de Stalowa Wola en voïvodie des Basses-Carpates.